# XXXIII Premis Goya
La 33a edició dels Premis Goya, presentada per l'Acadèmia de les Arts i les Ciències Cinematogràfiques (AACCE), es presentarà al Palau de Congressos i Exposicions de Sevilla el 2 de febrer de 2019 per honorar a les millors pel·lícules espanyoles del 2018. L'acte serà televisat per la televisió pública espanyola (TVE) i serà presentat pel comediant de televisió Andreu Buenafuente i l'actriu Silvia Abril.
Les nominacions han estat anunciades el 12 de desembre de 2018.

## Premis per pel·lícula
| Pel·lícules                      | Nominacions | Premis |
| -------------------------------- | ----------- | ------ |
| El reino                         | 13          | 7      |
| Campeones                        | 11          | 3      |
| Carmen y Lola                    | 8           | 2      |
| Todos lo saben                   | 8           | -      |
| Quién te cantará                 | 7           | 1      |
| L'ombra de la llei               | 6           | 3      |
| Yuli                             | 5           | -      |
| El hombre que mató a Don Quijote | 5           | 2      |
| Viaje al cuarto de una madre     | 4           | -      |
| El fotògraf de Mauthausen        | 4           | -      |
| La noche de 12 años              | 3           | 1      |
| Superlópez                       | 3           | 1      |
| Entre dos aguas                  | 2           | -      |
| La enfermedad del domingo        | 1           | 1      |

## Situació de la dona en el cinema espanyol
En la categoria de millor direcció no ha estat nominada cap dona, encara que el treball d'Icíar Bollaín i Elena Trapé feia que estiguessin considerades per la crítica espanyola com a possibles candidates a obtar al premi.
Per altra banda, en la categoria de direcció novell hi ha tres directores que han estat reconegudes pel seu treball en la pantalla gran: Celia Rico, Arantxa Echevarría i Andrea Jaurrieta. Aquestes nominacions sembla que indiquin que la indústria del cinema espanyol està apostant per noves directores i que d'aquesta manera es comenci a donar igualtat d'oportunitats en el camp de direcció cinematogràfica.

## Premis per categoria
| Millor pel·lícula                              | Millor pel·lícula | Millor direcció                              | Millor direcció |
| ---------------------------------------------- | --- | -------------------------------------------- | --- |
|                                                | - Campeones - Carmen y Lola - El reino - Entre dos aguas - Todos lo saben |                                              | - Rodrigo Sorogoyen — El reino - Javier Fesser — Campeones - Isaki Lacuesta — Entre dos aguas - Asghar Farhadi — Todos lo saben |
| Millor actor protagonista                      | Millor actor protagonista | Millor actriu protagonista                   | Millor actriu protagonista |
|                                                | - Antonio de la Torre — El reino - Javier Gutiérrez — Campeones - Javier Bardem — Todos lo saben - José Coronado — Tu hijo |                                              | - Susi Sánchez — La enfermedad del domingo - Najwa Nimri — Quién te cantará - Penélope Cruz — Todos lo saben - Lola Dueñas — Viaje al cuarto de una madre |
| Millor interpretació masculina de repartiment  | Millor interpretació masculina de repartiment | Millor interpretació femenina de repartiment | Millor interpretació femenina de repartiment |
|                                                | - Luis Zahera — El reino - Juan Margallo — Campeones - Antonio de la Torre — La noche de 12 años - Eduard Fernández — Todos lo saben |                                              | - Carolina Yuste — Carmen y Lola - Anna Castillo — Viaje al cuarto de una madre - Ana Wagener — El reino - Natalia de Molina — Quién te cantará |
| Millor actor revelació                         | Millor actor revelació | Millor actriu revelació                      | Millor actriu revelació |
|                                                | - Jesús Vidal — Campeones - Moreno Borja — Carmen y Lola - Francisco Reyes — El reino - Carlos Acosta - Yuli |                                              | - Eva Llorach — Quién te cantará - Gloria Ramos — Campeones - Rosy Rodríguez — Carmen y Lola - Zaira Romero — Carmen y Lola |
| Millor guió original                           | Millor guió original | Millor guió adaptat                          | Millor guió adaptat |
|                                                | - Isabel Peña i Rodrigo Sorogoyen — El reino - David Marqués i Javier Fesser — Campeones - Arantxa Echevarría — Carmen y Lola - Asghar Farhadi — Todos lo saben                                                                             |                                              | - Álvaro Brechner — La noche de 12 años - Marta Sofía Martins i Natxo López — Jefe - Borja Cobeaga i Diego San José — Superlópez - Paul Laverty — Yuli |
| Millor direcció novell                         | Millor direcció novell | Millor pel·lícula documental                 | Millor pel·lícula documental |
|                                                | - Arantxa Echevarría — Carmen y Lola - Andrea Jaurrieta — Ana de día - Cesar Esteban Alenda i José Esteban Alenda — Sin fin - Celia Rico — Viaje al cuarto de una madre                                                                     |                                              | - El silencio de otros - Apuntes para una película de atracos - Camarón: Flamenco y revolución - Desenterrando Sad Hill |
| Millor direcció de producció                   | Millor direcció de producció | Millor muntatge                              | Millor muntatge |
|                                                | - Yousaf Bokhari — El hombre que mató a Don Quijote - Luis Fernández Lago — Campeones - Eduard Vallès i Hanga Kurucz — El fotògraf de Mauthausen - Iñaki Ros — El reino                                                                     |                                              | - Alberto del Campo — El reino - Javier Fesser — Campeones - Hayedeh Safiyari — Todos lo saben - Fernando Franco — Viaje al cuarto de una madre |
| Millor música original                         | Millor música original | Millor cançó original                        | Millor cançó original |
|                                                | - Olivier Arson — El reino - Iván Palomares — En las estrellas - Manuel Riveiro i Xavi Font — L'ombra de la llei - Alberto Iglesias — Yuli                                                                                                  |                                              | - "Este es el momento" — Campeones; composta per Coque Malla - "Me vas a extrañar" — Carmen y Lola; composta per Paco de la Rosa - "Tarde azul de abril" — El hombre que mató a Don Quijote; composta per Roque Baños i Tessy Díez Martín - "Una de esas noches sin final" — Todos lo saben; composta per Javier Limón |
| Millor fotografia                              | Millor fotografia | Millor direcció artística                    | Millor direcció artística |
|                                                | - Josu Inchaustegui — L'ombra de la llei - Alejandro de Pablo — El reino - Eduard Grau — Quién te cantará - Álex Catalán — Yuli |                                              | - Juan Pedro de Gaspar — L'ombra de la llei - Rosa Ros — El fotògraf de Mauthausen - Benjamín Fernández — El hombre que mató a Don Quijote - Balter Gallart — Superlópez |
| Millor disseny de vestuari                     | Millor disseny de vestuari | Millor maquillatge i perruqueria             | Millor maquillatge i perruqueria |
|                                                | - Clara Bilbao — L'ombra de la llei - Mercè Paloma — El fotògraf de Mauthausen - Lena Mossum — El hombre que mató a Don Quijote - Ana López Cobos — Quién te cantará                                                                        |                                              | - Sylvie Imbert, Amparo Sánchez i Pablo Perona — El hombre que mató a Don Quijote - Caitlin Acheson, Jesús Martos i Pablo Perona — El fotògraf de Mauthausen - Raquel Fidalgo, Noé Montes i Alberto Hortas — L'ombra de la llei - Rafael Mora i Anabel Beato — Quién te cantará                                        |
| Millor so                                      | Millor so | Millors efectes especials                    | Millors efectes especials |
|                                                | - Roberto Fernández i Alfonso Raposo — El reino - Arman Ciudad, Charly Schmukler i Alfonso Raposo — Campeones - Daniel de Zayas, Eduardo Castro i Mario González — Quién te cantará - Eva Valiño, Pelayo Gutiérrez i Alberto Ovejero — Yuli |                                              | - Lluís Rivera i Laura Pedro — Superlópez - Óscar Abades i Helmuth Barnert — El reino - Jon Serrano i David Heras — Errementari (El herrero y el Diablo) - Lluís Rivera i Félix Bergés — L'ombra de la llei |
| Millor pel·lícula d'animació                   | Millor pel·lícula d'animació | Millor curtmetratge d'animació               | Millor curtmetratge d'animació |
|                                                | - Un día más con vida - Azahar - Bikes The Movie - Memòries d'un home en pijama |                                              | - Cazatalentos — José Herrera - El olvido — Cristina Vaello i Xenia Grey - I Wish... — Víctor L. Pinel - Soy una tumba — Khris Cembe |
| Millor curtmetratge documental                 | Millor curtmetratge documental | Millor curtmetratge de ficció                | Millor curtmetratge de ficció |
|                                                | - Gaza — Carles Bover Martínez, Julio Pérez del Campo - El tesoro — Marisa Lafuente i Néstor Del Castillo - Kyoko — Joan Bover i Marcos Cabotá - Wan Xia. La última luz del atardecer — Silvia Rey Canudo                                   |                                              | - Cerdita — Carlota Pereda - 9 pasos — Marisa Crespo y Moisés Romera - Bailaora — Rubin Stein - El niño que quería volar — Jorge Muriel - Matria — Álvaro Gago |
| Millor pel·lícula estrangera de parlaa hispana | Millor pel·lícula estrangera de parlaa hispana | Millor pel·lícula europea                    | Millor pel·lícula europea |
|                                                | - Roma — Alfonso Cuarón - El Ángel — Luis Ortega - La noche de 12 años — Álvaro Brechner - Los perros — Marcela Said |                                              | - Cold War — Paweł Pawlikowski - Phantom Thread — Paul Thomas Anderson - Girl — Lukas Dhont - The Party — Sally Potter |
| Goya d'honor                                   | |                                              | |
| Narciso ‘Chicho’ Ibáñez Serrador               | |                                              | |